# 別列古伊法盧
48°16′36″N 22°48′28″E / 48.27667°N 22.80778°E
別列古伊法盧（烏克蘭語：Берегуйфалу），是烏克蘭西部的村莊，隸屬外喀爾巴阡州的貝雷霍韋區。該村始建於1242年，面積2.85平方公里，海拔高度135米，2001年人口1,926，人口密度每平方公里675.79人。